# Архієпископ Тріра

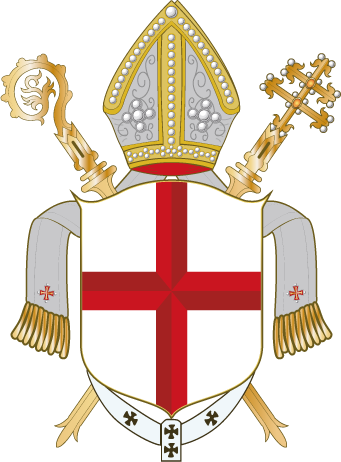
Герб трірських архієпископів-курфюрстів.

Архієпи́скоп Трі́ра — титул головного католицького єпископа (митрополита) німецького міста Трір і Трірського архієпископства. У 898—1803 роках був одним із курфюрстів і імперських князів Священної Римської імперії, архіканцлером Бургундії. Вважався четвертою особою в імперії після імператора, майнцького архієпископа та кельнського архієпископа. Також — архієпископ Трірський, трірський курфюрст.